# Hammarby by
Hammarby by is een plaats in de gemeente Uppsala in het landschap Uppland en de provincie Uppsala län in Zweden. De plaats heeft 68 inwoners (2005) en een oppervlakte van 11 hectare.